# 上越新幹線脫軌事故
上越新干线脫軌事故為東日本旅客鐵道（JR東日本）營運的上越新幹線在2004年10月23日下午，因地震而发生的脱轨事故。

## 事故概要
2004年10月23日下午，在日本新潟地区，一小时内发生了三次里氏6级左右的地震。其中第一次发生时间在东京时间17时56分，震级为里氏6.8级，造成上越新干线上一辆正行驶在浦佐站至长冈站的新干线列車出轨。155名乘客裡无人伤亡。此班次列车代号“朱鷺325”（とき325号），属200系電聯車K25编组，共计10列车厢。事故发生时除第6号和7号车厢之外，其他共计8节车厢出轨。
地震发生时，此辆列车正往长冈站方向以时速200km行驶，在收到地震警报后紧急刹车系统开始运作。这是日本新干线自1964年10月东海道新干线开通以来发生的首次脱轨事故。

## 事故处理
事故发生后，新潟地区不斷发生余震，对出轨车辆的清理工作带來了很大的困难。2004年11月18日，出轨车辆被清除。12月28日，恢复通车。出轨车辆由于受损严重，在2005年2月25日全车报废，並新造E2系J69編組替代。

## 事故调查
2007年11月30日，日本航空、铁道事故调查委员会公开了对这件出轨事故的调查报告。并对此新干线运作系统作出了调整。後續車輛加裝了防範脫軌情形擴大的設備。

## 相關事項
- 新潟縣中越地震
- JR東北新幹線脫軌事故
- JR京濱東北線脫軌事故
- 東日本大地震災害對鐵道的影響（日语：東日本大震災による鉄道への影響）